# فیلیپینی ۶۳۱

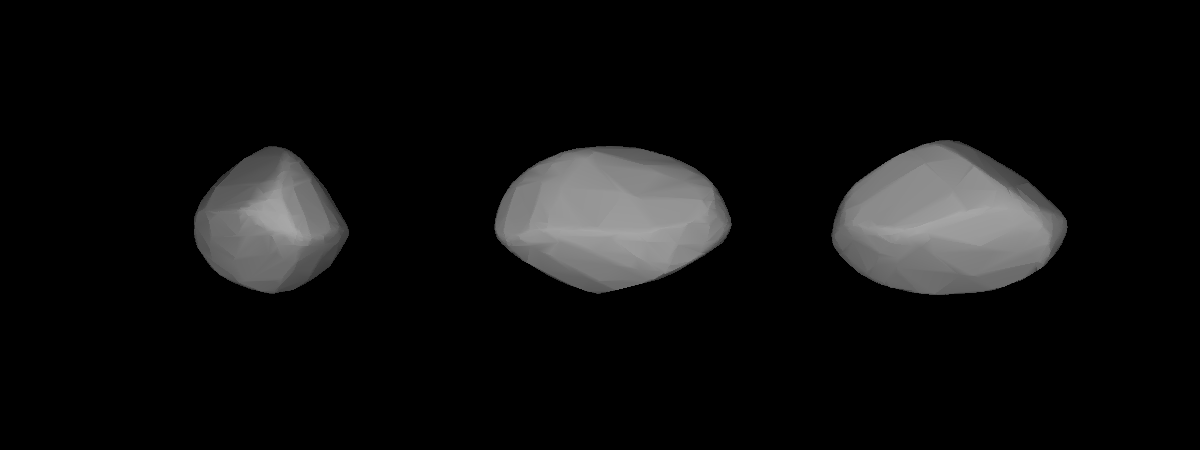
مدل سه‌بُعدی سیارک فیلیپینی ۶۳۱ بر اساس منحنی نور آن

سیارک ۶۳۱ (به انگلیسی: 631 Philippina، نامگذاری:1907YJ) ششصد و سی و یکمین سیارک کشف شده‌است که در ۲۱ مارس ۱۹۰۷ و در هایدلبرگ کشف شد.
قدر مطلق سیارک برابر ۸٫۷۰ است.